# Awutu jezik
Awutu jezik (ISO 639-3: afu), jedn od kwa jezika podskupine južni guang, koji se govori na obali Gane zapadno od Accre. Govori ga oko 180 000 ljudi (2003). Dijalekti: awutu, efutu i senya. Srodan je s cherepon, gua i larteh.

## Vanjske poveznice
- Ethnologue (14th)
- Ethnologue (15th)